# クラッシュフィーバー
『クラッシュフィーバー』は、ワンダープラネットとユナイテッドが共同運営しているスマートフォン用ゲームアプリ。略称は『クラフィ』。2015年7月7日からサービスを開始しており、基本プレイ無料のアイテム課金制となっている。

## 概要
ジャンルは「ブッ壊し!ポップ☆RPG」。パズルゲームの要素と、ロールプレイングゲームの要素を合わせたゲームシステムとなっている。「女王（システム）」が暴走を始めた、仮想の電脳空間「ALICE」を舞台としている。
大規模なシステムエラーの発生した「ALICE」と呼ばれる電子仮想空間を舞台に、プレイヤーはその仮想世界で発生したトラブル対処やそのトラブルの中心人物と戦う「適合者」となる形でゲーム内のクエストに挑む。 
「ALICE」が具体的にどのような仮想世界なのかは作中での説明がほとんどなくユーザーの想像に委ねる形になっているが、ガイドキャラクターがウサギ型であったり、大規模なエラーを起こしたシステムが「女王」と呼ばれるなど、童話「不思議の国のアリス」を模した要素が随所に見受けられる。 
登場キャラクターはそれぞれ神話や歴史人物がモチーフの名前のものが多くを占めるが、開発当時のプロデューサーインタビューによるとそれらもあくまで仮想空間内のユーザーやAIという設定である。 
キャラクターイラストの主線を明るめの茶色にしていることや、街が宙に浮かぶ島状になっている電脳世界のビジュアル設定は、スタッフインタビュー記事内の発言からしても映画「サマーウォーズ」の影響を大きく受けていると推測されるが、類似しているのはあくまでビジュアルだけであり、その他のシナリオや登場人物、世界設定等は全くの別物であるので注意されたい。 

## ゲームシステム
公式サイト等に表記されているジャンルは「ブッ壊し！ポップ☆RPG」。シングルプレイだけでなく最大４人までのマルチプレイにも対応している。 
基本のシステムは 
・味方・敵と交互に行動するターン制。プレイヤーの手番は1ターンに原則3タップまで。 
・画面上部から降ってくる赤・青・黄・緑・ピンクのパネルを１タップすると、同色の隣接パネルを一度に連鎖して破壊することができる。 
・赤・青・黄・緑のパネルを破壊すると、その破壊した枚数が多ければ多いほど敵にダメージをより多く与えることができる。 
・ピンク色のパネル（ハートパネル）のみ例外で、これを破壊しても敵に直接ダメージを与えることはできないが、これを多く破壊すれば破壊するほどHPを多く回復することができる。 
という以上のシンプルなルールで構成されている。 
他にも特殊パネルとして使用ユニットの種類ごとに効果の異なる「クラッシュパネル（Cパネル）」、周りのパネルを巻き込んで破壊する「ボムパネル」、Cパネルとボムパネルの性能を併せ持つ「スペシャルクラッシュパネル(SCパネル)」、特定の色のパネルを一気に隣接に引き寄せる「マグネットパネル」、あるいは敵が妨害で与えてくる「お邪魔パネル」や、規定ターン数以内に割らないとダメージを受ける「時限式ダメージパネル」等が存在する。 
また、一定数以上パネルを破壊するとこのゲーム特有の「フィーバーモード」が発動可能になる。フィーバーモードを使うと連鎖こそ発生しないがタップ回数の制限がなく、一度に大量のパネルが降ってくるため、制限時間内に連打して破壊したパネル枚数に応じて相手に大ダメージを与えることが可能である。またフィーバーモード後はそれまで盤面にあったパネルが全てリセットされるため、エネミーが作った妨害パネルの類を一掃する使い道もある。使用後もまたパネルを一定数以上破壊するとフィーバーモードは再度使用可能になる。 
一見すると画面構成などはパズルゲームのように思われがちだが、「ブッ壊し！ポップ☆RPG」と銘打つ通り、このゲームはパズルゲーム要素よりも「コマンド選択式RPG」要素が非常に強い。 
特定のタイミングでエネミーが繰り出してくる攻撃や妨害行為の類を、味方ユニットのスキルでそれぞれ対処していくなどのようにエネミー行動に応じたユニット編成やプレイングが求められる。 

## 評価
台湾＆香港のGoogle Playストアにて「2016年度Google Playベストアトラクティブゲーム」(中国語表記: 最難以抗拒遊戲)に選出された。

## 歴史
※特記のない限り日本版。
- 2015年
  - 7月7日 - 配信開始。（iOS版、Android版）[1]
  - 7月11日 - 長期メンテナンス開始、一時配信停止[3]。
  - 7月28日 - サービス再開[4]。
  - 11月 - 100万ダウンロード達成[5]。
- 2016年
  - 1月 - 150万ダウンロード達成[6]。
  - 1月29日 - 初音ミクとのコラボイベントを開催[7]。
  - 2月 - 200万ダウンロード達成[8]。
  - 4月26日 - 『デュラララ!!×2』とのコラボイベントを開催[9]。
  - 5月14日 - テレビCMを全ての都道府県にて放送開始[10]。
  - 5月16日 - 『クラッシュフィーバー ORIGINAL SOUNDTRACK』をiTunesとAmazonデジタルミュージックにて配信開始[11]。
  - 5月 - App StoreのセールスランキングにてTOP10入り達成[12]。
  - 5月26日 - 台湾・香港・マカオ版（繁体字中国語版）配信開始（iOS版、Android版）[13]。
  - 6月 - 300万ダウンロード達成[14]。
  - 6月13日 - 「サンリオキャラクターズ」とのコラボイベントを開催[15]。
  - 6月 - 400万ダウンロード達成[16]。
  - 6月24日 - 台湾・香港・マカオ版にて、初音ミクとのコラボイベントを開催[17]。
  - 6月30日 - 台湾・香港・マカオ版が、台湾のApp StoreのセールスランキングにてTOP10入り達成[18]。
  - 7月 - 台湾・香港・マカオ版が、100万ダウンロード達成[19]。
- 2018年
  - 4月13日 -『鋼の錬金術師 FULLMETAL ALCHEMIST』x『クラッシュフィーバー』コラボ第2弾開催。
  - 4月24日 - 全世界1000万ダウンロードを達成[20]。
  - 6月8日 -『デスマーチからはじまる異世界狂想曲』x『クラッシュフィーバー』コラボ。
  - 7月6日 - 「クラフィ３周年感謝キャンペーン」を開催[21]。
  - 7月20日 -「2018サマーキャンペーン」を開催！[22]。
  - 8月3日 - 『Re:ゼロから始める異世界生活』x『クラッシュフィーバー』コラボ[23]。
  - 9月7日 - 『この素晴らしい世界に祝福を!2』x『クラッシュフィーバー』コラボ[24]。
  - 10月5日 - 『にゃんこ大戦争』x『クラッシュフィーバー』コラボ第2弾[25]。
  - 11月2日 - 『キズナアイ』x『クラッシュフィーバー』コラボ[26]。
  - 11月6日 - 『クラッシュフィーバー』初の公式イラスト集の発売[27]。
  - 12月4日 - 『ENTUM(エンタム)』x『クラッシュフィーバー』コラボ[28]。
  - 12月7日 - クラッシュフィーバー3.5周年記念公式生放送「クラフィTV」配信[29]。
- 2019年
  - 1月25日 -『クラッシュフィーバー』x『初音ミク』コラボ第4弾[30]。
  - 3月30日 -  クラッシュフィーバー(クラフィ) ALICE/WAR(アリスウォー) 特設サイト開設[31]。
  - 4月12日 - 『はたらく細胞』x『クラッシュフィーバー』コラボ[32]。
  - 5月17日 - 『クラッシュフィーバー』×『盾の勇者の成り上がり』コラボ[33]。
  - 6月7日 - 『魔法少女まどか☆マギカ』× 『クラッシュフィーバー』 コラボ[34]。
  - 8月9日 - 『とある魔術の禁書目録Ⅲ』×『とある科学の一方通行』×『クラッシュフィーバー』コラボ[35]。
  - 11月15日 -『デート・ア・ライブ』×『クラッシュフィーバー』コラボ[36]。

## コラボレーション
本作は様々なゲームやアニメ作品とコラボしている。本項ではコラボレーションに関して説明する。
下記よりコラボレーションした作品の一覧。
- 初音ミク
- デュラララ!!
- サンリオ
- 進撃の巨人
- にゃんこ大戦争[37][38]
- 鋼の錬金術師
- KOF98
- この素晴らしい世界に祝福を!
- デスマーチからはじまる異世界狂想曲
- Re：ゼロから始める異世界生活
- キズナアイ
- ENTUM
- はたらく細胞
- 盾の勇者の成り上がり
- 魔法少女まどか☆マギカ
- とある魔術の禁書目録Ⅲ＆とある科学の一方通行
- デート・ア・ライブ
- 転生したらスライムだった件